# Samuel von Zweigbergk
Samuel Georg von Zweigbergk, född 1792, död 18 oktober 1846 i Remningstorp, Valle härad, Skaraborgs län, var en svensk bergmästare, kartograf och målare. 
Han var son till fänriken Adolph von Zweigbergk och Christina Urselina Gökman och från 1828 gift med Brita Lovisa Hillgren samt farbror till Carl Axel von Zweigbergk. Han blev student vid Uppsala universitet 1813 och slutligen bergmästare i 2:distriktet. Hans konstutövning består i akvarelltecknade kartor. 